# 德拉霍米尔·伊罗特卡
德拉霍米尔·伊罗特卡（捷克語：Drahomír Jirotka，1915年9月20日—1958年2月21日），捷克男子冰球运动员。他曾代表捷克斯洛伐克国家队参加1936年冬季奥林匹克运动会冰球比赛，获得第四名。